# Geometría discreta

Una colección de círculos y el correspondiente grafo de disco unitario

La geometría discreta y la geometría combinatoria son ramas de la geometría que estudian las propiedades combinatorias de objetos geométricos discretos. La mayoría de las preguntas en geometría discreta implican conjuntos finitos o discretos de objetos geométricos básicos, tales como puntos, líneas, planos, círculos, esferas, polígonos, y así sucesivamente. La geometría discreta se enfoca en las propiedades combinatorias de estos objetos, por ejemplo: cómo se intersecan uno al otro, o cómo pueden ser arreglados para cubrir un objeto más grande.
La geometría discreta tiene grandes áreas en común con la geometría convexa y la geometría computacional, y está estrechamente vinculada a temas tales como geometría finita, optimización combinatoria, geometría digital, geometría diferencial discreta, teoría geométrica de grafos, geometría tórica, y topología combinatoria.

## Historia
Aunque los poliedros y las teselaciones hayan sido estudiados durante muchos años por gente tal como Kepler y Cauchy, la geometría discreta moderna tiene sus orígenes a finales del siglo XIX. Los primeros asuntos estudiados fueron: la densidad del empaquetamiento de círculos de Thue, las configuraciones proyectivas por Reye y Steinitz, la geometría de números de Minkowski, y el coloreado de mapas por Tait, Heawood, y Hadwiger.

## Tópicos en geometría discreta
- Poliedros y politopos
  - Combinatoria poliédrica
  - Politopo de reticulado convexo
  - Polinomio de Ehrhart
  - Teorema de Pick
  - Conjetura de Hirsch
- Empaquetamiento, recubrimiento y teselación
  - Empaquetamiento de círculos
  - Empaquetamiento de esferas
  - Conjetura de Kepler
  - Cuasicristal
  - Teselado aperiódico
- Rigidez estructural y flexibilidad
  - Teorema de Cauchy
  - Poliedro flexible
- Estructuras de incidencia
  - Configuración
  - Arreglo de líneas
  - Arreglos de hiperplanos
  - Building (matemática)???
- Matroides orientados
- Teoría de grafo geométrico
  - Trazado de grafos
  - Grafo poliédrico
  - Polígonos de Thiessen
  - Triangulación de Delaunay
- Complejo simplicial
- Combinatoria topológica
  - Lema de Sperner
  - Mapa regular
- Retículo y grupos discretos
  - Grupo de reflexión
  - Grupo de triángulo???
- Geometría digital
- Geometría diferencial discreta
- Particionado de conjuntos geométricos y transversales